# Pajares de los Oteros
Pajares de los Oteros es un municipio y villa española de la provincia de León, en la comunidad autónoma de Castilla y León. Cuenta con una población de 235 habitantes (INE 2024). Hay un refrán muy popular que dice que «el vino de Pajares quita pesares». En su término municipal se encuentra el Aeródromo de Los Oteros.

## Geografía
Pajares de los Oteros se sitúa sobre la comarca tradicional de Los Oteros.
Estos son los municipios limítrofes con Pajares de los Oteros
| Noroeste: Cubillas de los Oteros                | Norte: Gusendos de los Oteros, Corbillos de los Oteros y Cubillas de los Oteros | Noreste: Gusendos de los Oteros y Matadeón de los Oteros |
| Oeste: Fresno de la Vega y Valencia de Don Juan |                                                                                 | Este: Matadeón de los Oteros                             |
| Suroeste Valencia de Don Juan                   | Sur: Valencia de Don Juan y Villabraz                                           | Sureste: Matadeón de los Oteros y Villabraz              |

## Demografía

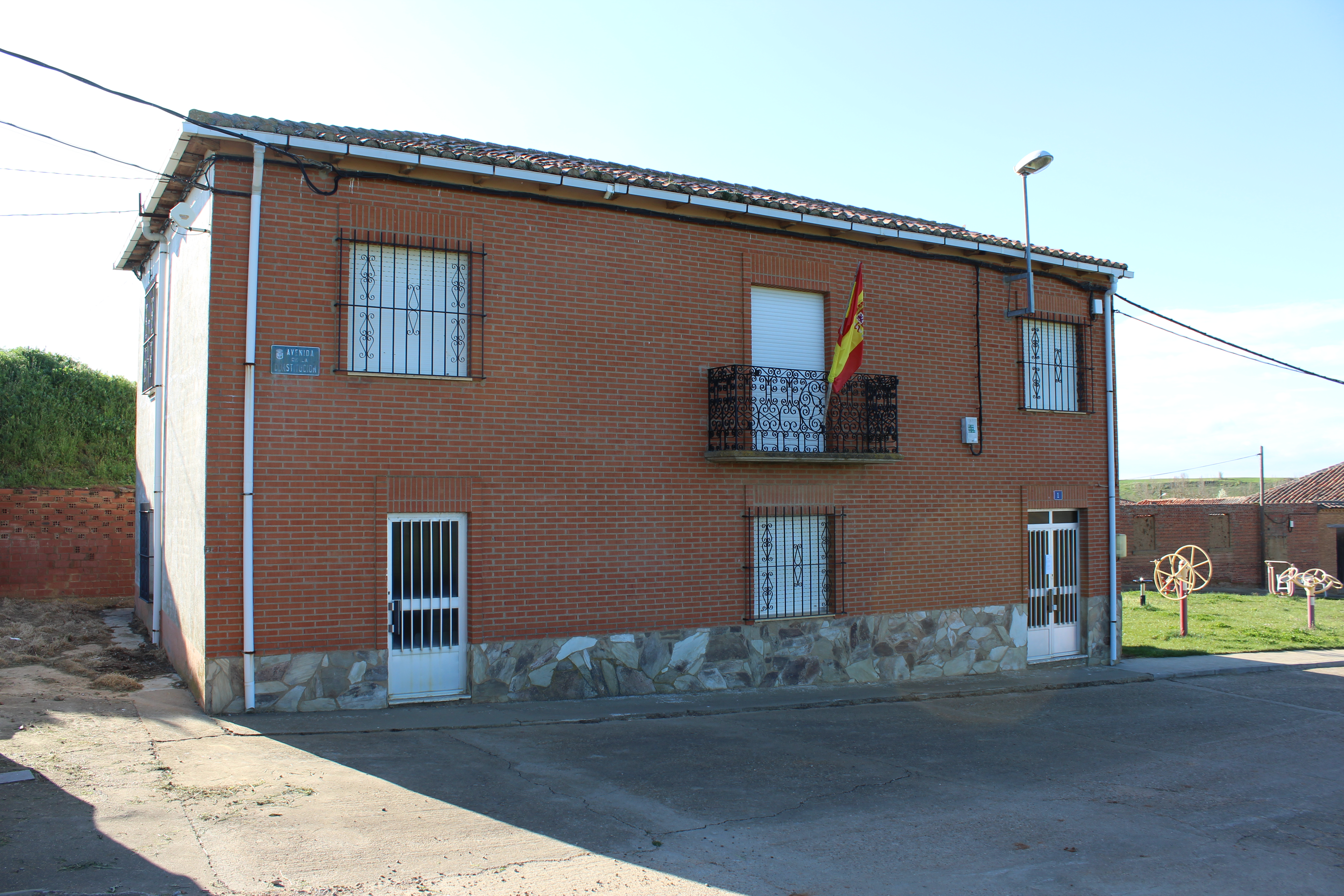
Casa consistorial

Cuenta con una población de 235 habitantes (INE 2024).
| Gráfica de evolución demográfica de Pajares de los Oteros entre 1842 y 2021 |
| |
| Población de derecho según los censos de población del INE Población de hecho según los censos de población del INE Entre el censo de 1857 y el anterior disminuye el término del municipio porque independiza a Gusendos de los Oteros |

### Núcleos de población
Otros núcleos poblados que forman parte del municipio son:
- Fuentes de los Oteros
- Morilla de los Oteros
- Pobladura de los Oteros
- Quintanilla de los Oteros
- Valdesaz de los Oteros
- Velilla de los Oteros